# Calacarus
Calacarus  (лат.) — род микроскопических четырёхногих клещей из семейства Eriophyidae (Trombidiformes). Более 40 видов. Длина около 0,2 мм. Червеобразное тело с 4 ногами. Дорсальные щетинки почти полностью отсутствуют. Все абдоминальные сеты стандартной формы. Рострум длинный и резко загнутый вниз. Тазики с обычными 3 парами сетовидных выступов. Чайный листовой клещ (Calacarus carinatus) повреждает листья чайного куста, а вид Calacarus heveae Feres, 1992 — гевеи бразильской (Hevea brasiliensis).

## Систематика
- Calacarus allamandae Boczek & Chandrapataya, 1989 — Таиланд, на растениях рода Allamanda
- Calacarus alocasiae Keifer, 1978 — Таиланд
- Calacarus araliae Chakrabarti & Mondal, 1980 — Индия (West-Bengal)
- Calacarus brionesae Keifer, 1963
- Calacarus capsica Chakrabarti & Mondal, 1980 — Индия (West-Bengal)
- Чайный листовой клещ(Calacarus carinatus (Green, 1890))
- Calacarus trotteri (Scalia, 1911)
- Calacarus celosiae Boczek & Chandrapataya, 1989 — Таиланд, на растениях рода Celosia argantea
- Calacarus cerberi (Chandrapatya & Boczek, 2001)
- Calacarus channabasavannae  Lakkundi, 1974
- Calacarus citrifolii Keifer, 1955
- Calacarus coffeae Keifer, 1960
- Calacarus decoratus Flechtmann, 2001 — Бразилия, Sao Paulo, Piracicaba, на Anacardium occidentale
- Calacarus dicranopteris  Wei & Feng, 2002 — Китай, Guangxi-Zhuang
- Calacarus dioscoreae  Mohanasundaram, Muniappan & Cruz, 1988 — Гуам, на Dioscoria
- Calacarus diospyris  Liu & Kuang, 1998 — Китай, Dongshan, на Diospyros kaki; Jiangsu
- Calacarus flagelliseta  Flechtmann, Moraes & Barbosa, 2001 — Бразилия, Pernambuco, Petrolina, на Carica papaya
- Calacarus guerreroi  Boczek & Davis, 1984 — Колумбия
- Calacarus helus Keifer, 1969
- Calacarus heveae Feres, 1992 — Бразилия, на Hevea brasiliensis[5]
- Другие виды[2]